# Chiesa di Santa Maria Maddalena (Duino-Aurisina)
La chiesa di Santa Maria Maddalena è la chiesa di Slivia, frazione del comune di Duino-Aurisina, sottoposta alla giurisdizione della parrocchia di San Pelagio, parte del decanato di Duino, nell'arcidiocesi di Gorizia. L'edificio è posto nel centro della località, poco distante dall'incrocio con la strada provinciale che collega Slivia con Aurisina. La chiesa è posizionata su un terrazzamento dal quale si gode un'ampia vista sul Golfo di Trieste. Attorno alla chiesa vi è un piccolo cimitero.

## Storia
La prima menzione dell'edificio è del 1525, ma è probabile che la costruzione sia precedente. La chiesa venne pesantemente danneggiata nel corso della prima guerra mondiale, tanto che rimane, della struttura originaria, solo l'abside.

## Struttura
Il portale della chiesa è affiancato da una nicchia in cui è presente una statua di san Biagio. Quest'ultima statua era, prima dei lavori di recupero effettuati dopo la prima guerra mondiale, posizionata a lato dell'altare.
All'interno è presente un solo altare, accompagnato da una pala dedicata a santa Maria Maddalena. Alle sue spalle vi sono tre affreschi, rappresentanti il Crocifisso, san Tommaso e la scena biblica di Emmaus. L'abside ha forma pentagonale, in stile gotico. All'interno della chiesa è presente una statua, probabilmente dedicata a san Giovanni Nepomuceno.
Il piccolo campanile, che dispone di tre campane, è posizionato a sinistra del portale della chiesa ed è inserito nell'edificio. La sommità del campanile è caratterizzata da quattro bifore. Il piccolo prato sito in fronte alla chiesa è adibito a cimitero, chiuso da un muricciolo, nel lato verso valle. Esso rimane l'unico cimitero in provincia di Trieste posizionato accanto a una chiesa.